# Château de Bourbonne
Le château de Bourbonne est un ancien château fort médiéval transformé en une demeure durant la première moitié du XVIIIe siècle, situé sur la commune de Bourbonne-les-Bains, dans le département de la Haute-Marne en région Grand Est.

## Localisation
Il est situé à 32 kilomètres au nord-est de Langres et à 49 kilomètres au sud-est de Chaumont.
Il est implanté aux confins des comtés de Champagne et de Bourgogne ainsi que du duché de Lorraine, le long de la rivière de l'Apance.

## Historique

### Fondation
Un château du nom de Vernona est cité pour la première fois en l'an 612. Ce premier château, bâti à l'emplacement d'un ancien temple païen dédié au dieu Borvo, ne devait toutefois pas être très important,.
Un château médiéval est construit sur cet emplacement vers le XIe siècle.

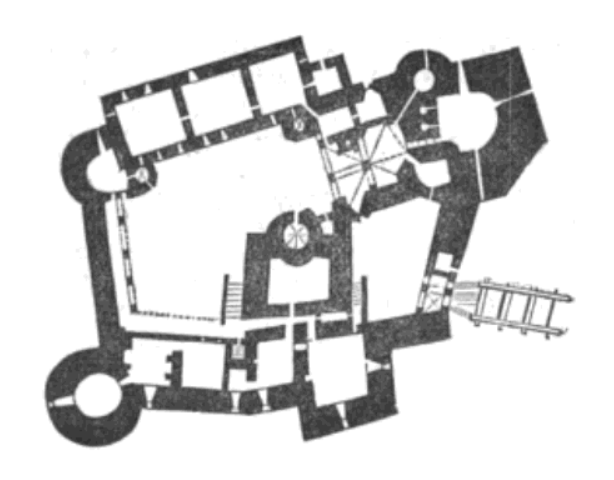
Plan du château par Ernest Jolibois[5].
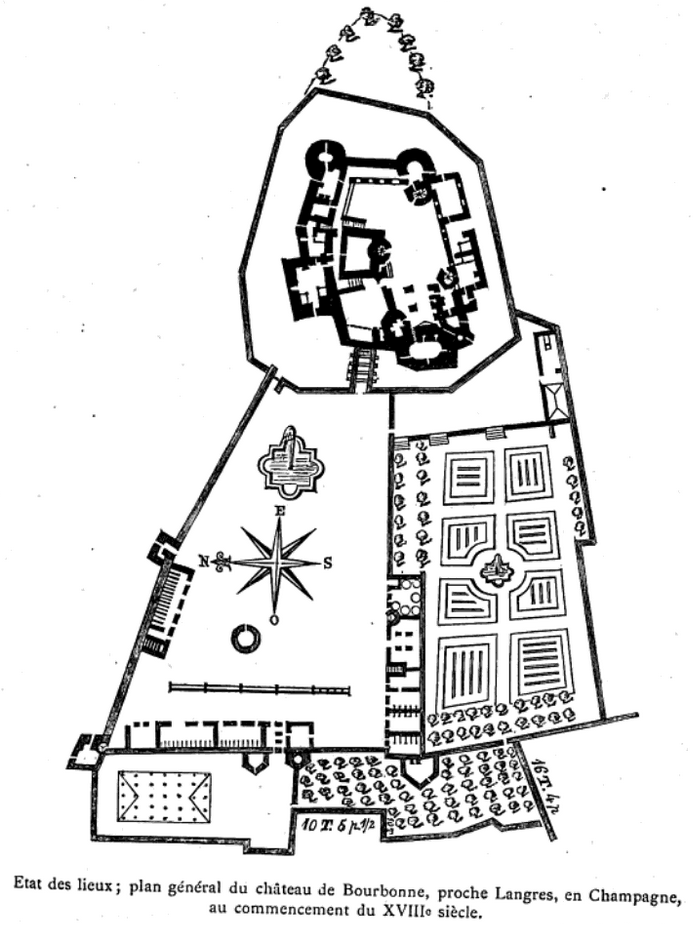
Plan du château de la basse-cour par Émile Bougard et B.C. Demimuid[6].

### Reconstruction
Le 1er mai 1717, un incendie ravage une partie de la ville et endommage le château. Un manoir est alors élevé dans la basse-cour et les pierres du vieux château sont réutilisées en 1783 pour la reconstruction des thermes.
D'importants travaux de rénovation de la maison et de la porterie sont ensuite réalisés vers le milieu du XIXe siècle par un nouveau propriétaire.
Le château change à nouveau de mains en 1880 avant d'être légué en 1909 à la commune en reconnaissance des bienfaits des eaux thermales qui y installe la Mairie.

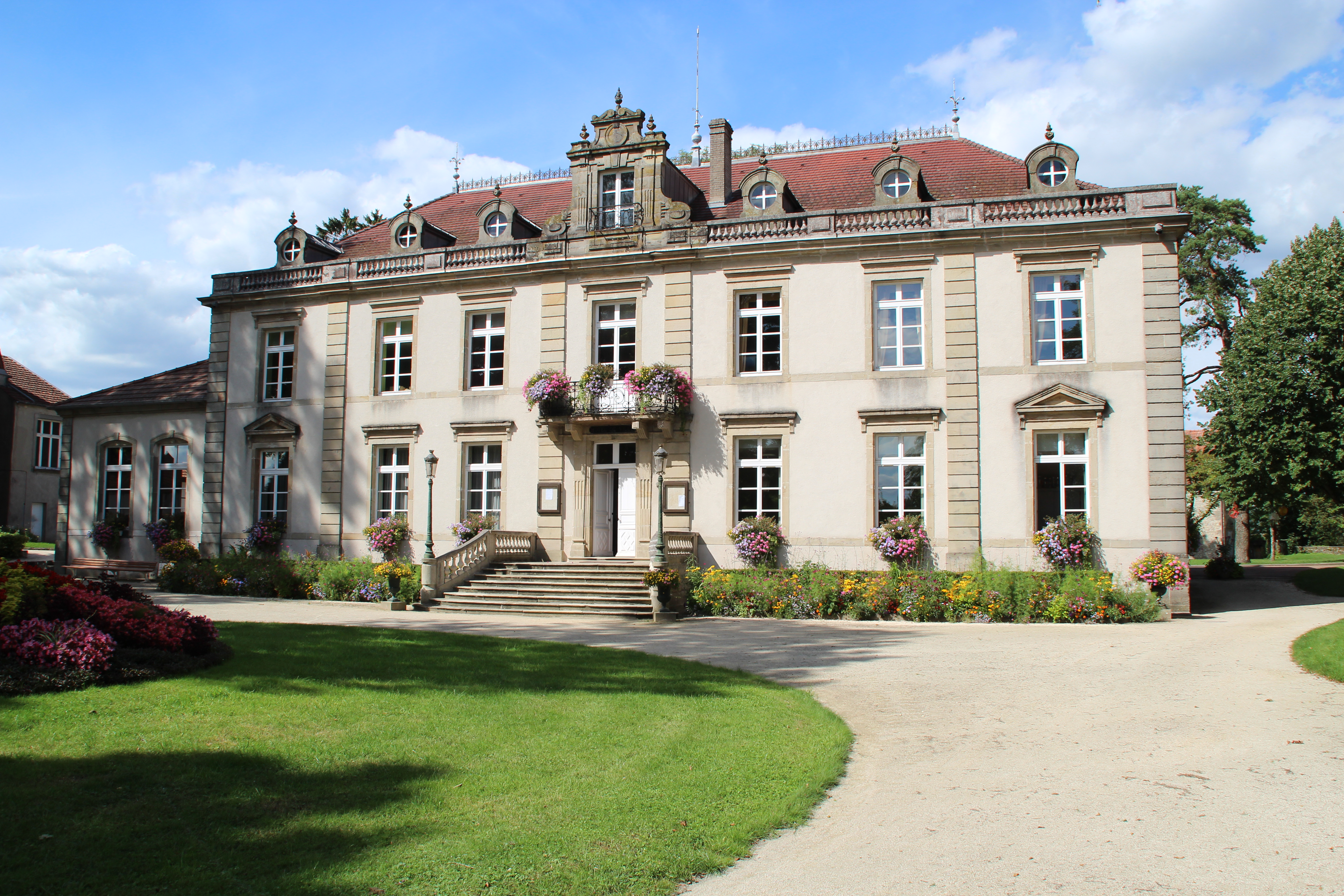
Manoir du XVIIIe siècle, transformé en Mairie.
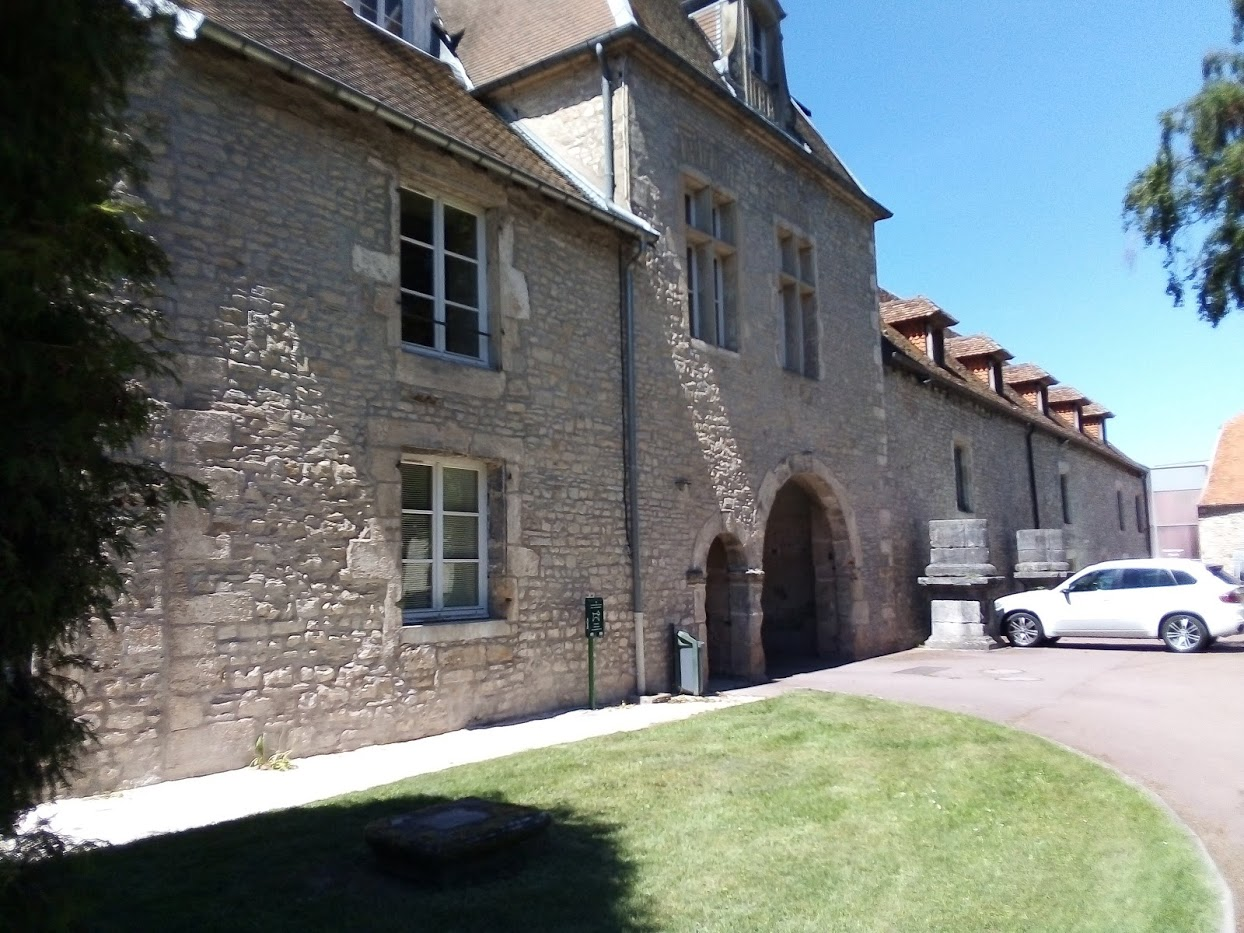
La porte-Galon, construction fortifiée du XVIe siècle, vue depuis la cour du château.
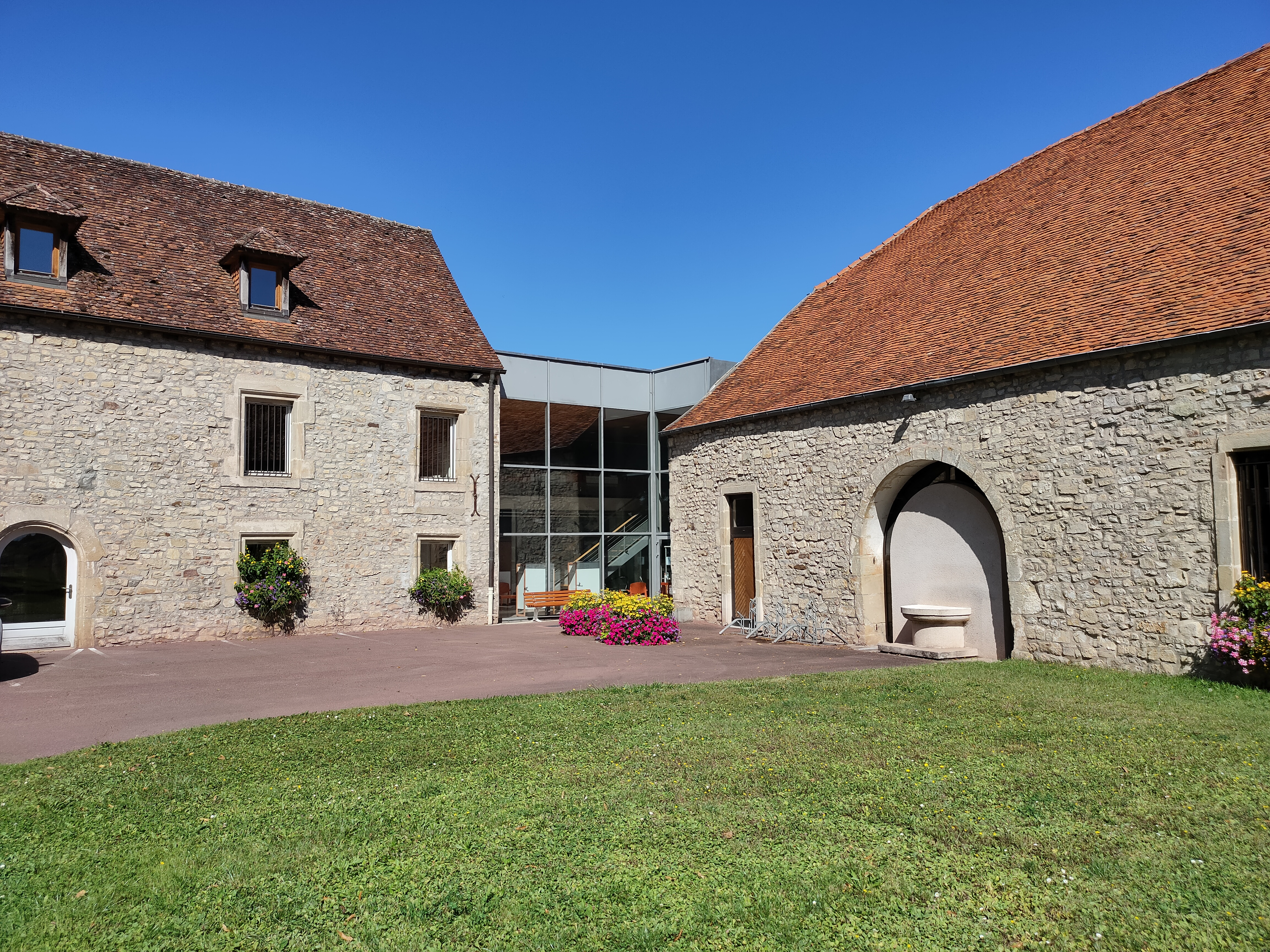
Les anciens communs du château, transformé en pôle culturel.
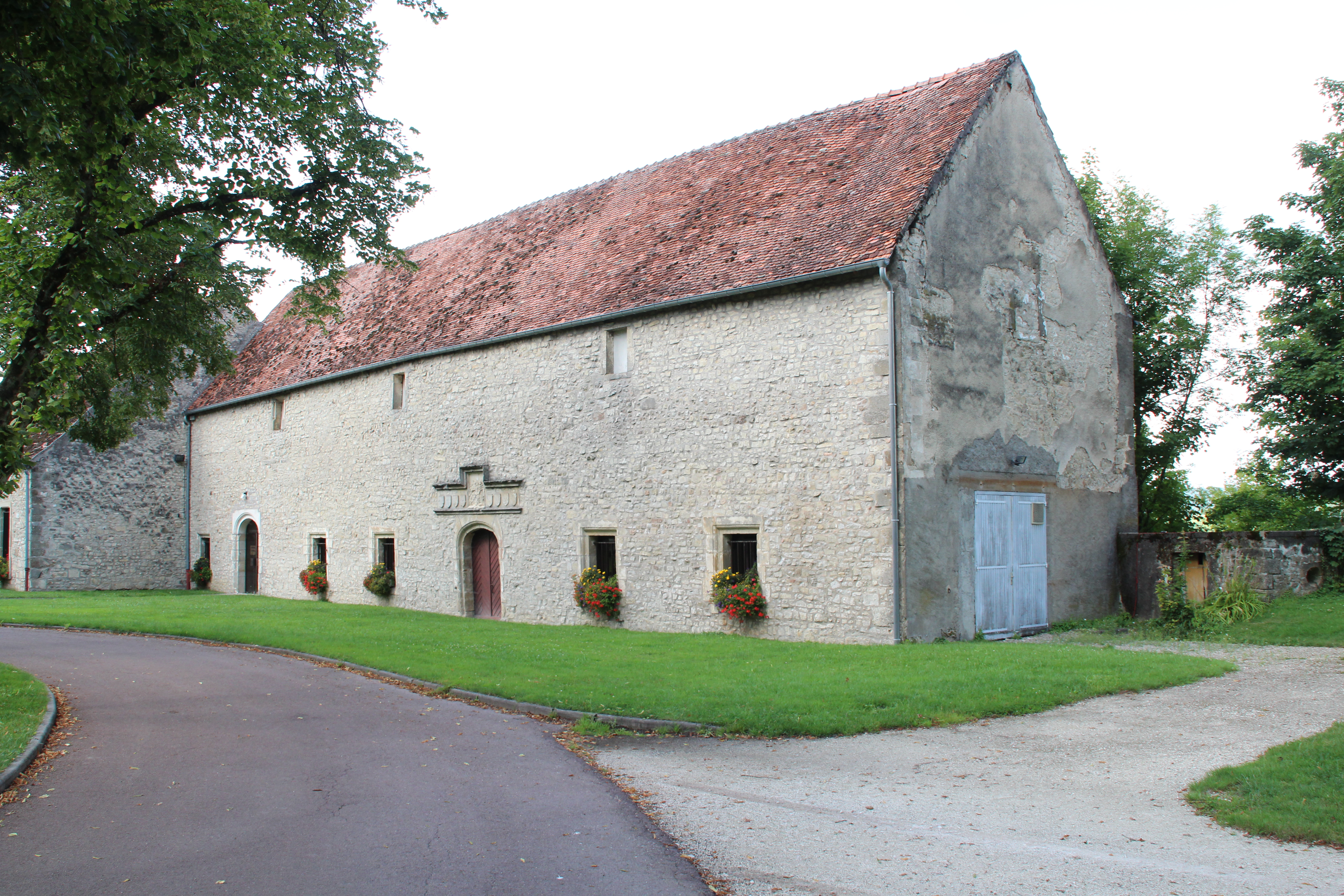
Anciennes écuries du château.